# Precio
El precio es el pago o recompensa que se asigna a la obtención de bienes o servicios o, más en general, a una mercancía cualquiera.
A pesar de que tal pago no necesariamente se efectúa en dinero los precios son generalmente referidos o medidos en unidades monetarias. Desde un punto de vista general, y entendiendo el dinero como una mercancía, se puede considerar que bienes y servicios son obtenidos por el trueque, que, en economías modernas, generalmente consiste en intercambio por, o mediado a través del dinero. 
En el desarrollo de la economía ha habido debate prolongado acerca de la relación entre el precio y el valor. Originalmente, la  escuela clásica consideraba que el precio dependía directamente del valor, entendido como la cantidad de trabajo encapsulada en la producción de una mercancía dada (ver Teoría del valor-trabajo). Posteriormente, a partir del trabajo de los marginalistas, se llegó a concebir que el precio depende de la utilidad que cada individuo asigna al bien o servicio en cuestión.  Una opinión que está llegando a ser de creciente influencia, a partir del trabajo de Piero Sraffa, es que el precio se determina en relación con un paquete de productos o mercaderías básicas o numerario (incluyendo el trabajo) que son fundamentales para la producción de los bienes de todo tipo. (ver Producción de mercancías por medio de mercancías)
Dado que la relación entre valor (entendido como la cantidad de esas mercaderías básicas utilizadas en la producción) y precios constituyen la base de la ganancia, analizar la relación que se da entre el valor y el precio permite identificar la estrategia de precio que a largo plazo puede resultar exitosa para una compañía. (ver Valor agregado)
A lo largo del tiempo los precios pueden crecer (inflación) o decrecer (deflación). Estas variaciones se determinan mediante el cálculo del índice de precios, existiendo varios como el denominado Índice de Precios al Consumidor (IPC), el Índice de Precios Industriales (IPI), etc.

## Precios y mercados

Precio de equilibrio en un mercado libre.

En un mercado cualquiera, el precio puede ser estudiado en dos perspectivas: la del comprador, que lo utiliza como una referencia de utilidad potencial, y la del vendedor, para quien significa, en primer lugar, una guía de los posibles ingresos de sus actividades, y en segundo, el método por el que convierte las mismas en beneficios.
Desde este punto de vista, hay varios conceptos que conviene mantener presentes:
- precio de oferta, o precio al que el vendedor ofrece su mercadería;
- precio de demanda, o precio que un consumidor está dispuesto a pagar;
- precios de mercado o precios observados, los precios a los que se producen compraventas reales.

En una situación teórica, de mercado libre, el precio se fijaría mediante la ley de la oferta y la demanda. En el caso de un monopolio, el precio “es en cada ocasión el más alto que se puede exprimir de los compradores, o el que, se supone, van a consentir dar”.

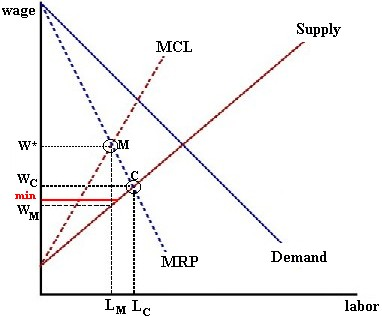
Determinación -de acuerdo con Joan Robinson- de precio de salarios en mercado monopsónico - Eje vertical (W) salarios, Eje horizontal (L) trabajo. Supply = Línea de oferta promedio de trabajo.- Demand = demanda promedio de trabajo. El empleador monopsonico reduce la cantidad de empleos (Lm más bien que Lc) con el resultado que paga un salario (Wm) inferior al competitivo (Wc). efectivamente creando un nuevo punto de equilibrio (M) -que se encuentra en el cruce de la línea del Costo Marginal del Trabajo (MCL) y el ingreso marginal de la empresa (MRP). Eso lleva a un incremento neto (diferencia entre C y M) en la “productividad” o explotación.

En una situación real, de competencia imperfecta, los precios se determinan a través de otros mecanismos, tales como la maximización del ingreso marginal. (véase también Oligopolio; Oligopsonio, Competencia monopolística; Competencia de Stackelberg; Teorema de la telaraña, etc.)

## Precio y fluctuaciones económicas
Economistas han notado la existencia de fluctuaciones cíclicas de la actividad comercial e industrial que se siguen unas a otras.
De acuerdo con Marx, esas fluctuaciones se deben a la oferta y se pueden caracterizar como crisis de sobreproducción: el incremento en la producción lleva a una situación en la cual el mercado no puede absorber todo lo producido. (ver Subconsumo por sobreproducción). El resultado lleva a una caída catastrófica de producción y precios, etc.
De acuerdo con Keynes el problema se debe a la demanda: si el empleo cae, la demanda decae, lo que a su vez lleva a una disminución catastrófica de los precios y el producto, lo que termina en una crisis económica (ver Keynesianismo). Pero el precio también tiene que ver con el dinero.
De acuerdo con Ludwig Von Mises, el problema se debe a una tasa de interés artificialmente baja o exceso de circulante, producto del préstamo excesivo por parte de los bancos. Esto lleva a las inversiones a sectores de “niveles altos de la estructura de producción”  (empresas con altos niveles de bienes de capital) no justificado por el mercado, lo que termina en una depresión. (ver Burbuja económica y Teoría austríaca del ciclo económico). — Friedrich von Hayek explica que esto no es un exceso de inversión, pero inversión mal adecuada o mal dirigida (malinversión).
Sin embargo, Hayek argumenta, posteriormente, que los ciclos económicos solamente suceden, tratan de encontrar “culpables” es una empresa sin sentido.
La segunda posición de von Hayek ha dado origen a posiciones tales como la de Jacob Viner, según la cual un descenso (inexplicado, pero posiblemente debido a factores subjetivos -ver Exuberancia irracional) de la demanda lleva a una disminución de precios y, contrariamente, un aumento (igualmente inexplicado) de la demanda está asociado a una alza de precios. Esas variaciones de precio van acompañadas de variaciones en las cantidades de mercaderías producidas y demandadas que oscilan de acuerdo con el ciclo del siglo XX.

## Precio de equilibrio
El precio de equilibrio es una situación que se da en el momento en que tanto la oferta como la demanda, llegan a un punto medio, el cual significa que ni el ofertante ni el demandante podrían pedir más para su beneficio personal. En el precio de equilibrio, se determina en el momento en que la cantidad de demanda es igual a la cantidad ofrecida:
- Lo que se produce, puede venderse
- Lo que se demanda, puede ser adquirido

## Concepto jurídico
En derecho, el precio es la contraprestación monetaria en una serie de contratos, como el arrendamiento o la compraventa.
En la teoría legal ese precio es en dinero y solo en dinero, hasta el punto de que si en lugar de moneda se intercambiase otro tipo de bien, el contrato dejaría de ser compraventa, y pasaría a ser una permuta.
Sin embargo, el dinero, como cualquier otro bien mueble, puede ser objeto de multitud de negocios jurídicos (donación, herencia, prenda, etc.). 